# Città di Greater Geelong
La città di Greater Geelong è una Local Government Area che si trova nello Stato di Victoria. Essa si estende su una superficie di 1.240 chilometri quadrati e ha una popolazione di 210.875 abitanti. La sede del consiglio si trova a Geelong.